# 왕자난 (육상 선수)
왕자난(중국어: 王嘉男, 병음: Wáng Jiānán, 한자음: 왕가남, 1993년 8월 17일~)은 중화인민공화국의 육상 선수로 주 종목은 멀리뛰기이다. 2016년과 2020년 하계 올림픽에 참가했으며 세계 선수권 대회에서 금메달 1개(2022), 동메달 1개(2015)를 획득했다.